# AZアルクマールの選手一覧
AZアルクマールの選手一覧は、AZアルクマールに所属した経験のある選手の一覧。

## 過去に在籍した選手・スタッフ

### スタッフ

#### 監督
| 氏名                         | 国籍     | 期間      |
| ---------------------------- | -------- | --------- |
| テオ・フォンク               | オランダ | 1995-1997 |
| ヴィレム・ファン・ハネヘム   | オランダ | 1997-1999 |
| ヘラルト・ファン・デル・レム | オランダ | 1999-2001 |
| ヘンク・ファン・ステー       | オランダ | 2001-2002 |
| コー・アドリアーンセ         | オランダ | 2002-2005 |
| ルイ・ファン・ハール         | オランダ | 2005-2009 |
| ロナルド・クーマン           | オランダ | 2009      |
| ディック・アドフォカート     | オランダ | 2009-2010 |
| ヘルトヤン・フェルベーク     | オランダ | 2010-2013 |
| ディック・アドフォカート     | オランダ | 2013-2014 |
| マルコ・ファン・バステン     | オランダ | 2014      |
| アレックス・パストール       | オランダ | 2014      |
| ジョン・ファン・デン・ブロム | オランダ | 2014-2019 |
| アルネ・スロット             | オランダ | 2019-     |

## 選手

### GK
- フリッツ・エヴァート 1966-1967
- リザ・メシュコヴィッチ 1976-1979
- ハンス・デ・コニング 1978-1988
- エディー・トライテル 1979-1985
- シーブ・ダイクストラ 1989-1990
- オスカル・ムーンス 1995-2000, 2001-2003
- ブライアン・イェンセン 1997-2000
- ヘンク・ティメル 2000-2006
- カリード・シヌー 2006-2007
- ロナルト・ヴァーテリュース 2006-2007
- ヨエイ・ディドゥリツァ 2006-2008
- エリク・ハイブロク 2007-2008

- ボイ・ヴァーテルマン 2007-2011
- セルヒオ・ロメロ 2007-2011
- ヨルディ・デッケルス 2008-2010
- エステバン・アルバラード 2010-2015
- ニキ・マエンパー 2011-2012
- イェヴス・デ・ヴィンター 2012-2015
- セルヒオ・ロシェ 2014-2017
- ジノ・コウチーニョ 2015-2018
- ティム・クルル 2017
- マルコ・ビゾット 2017-
- ピート・フェルトハイゼン 2018-2019
- ピーター・ヴィンダール・イェンセン 2021-

### DF
- ホセ・フォルテス・ロドリゲス 1994-2004
- バリー・オプダム 1996-2008
- ロルフ・ランダール 1997-2000
- ヤン・クロムカンプ 2000-2005
- ミヒャエル・ラメイ 2002-2003

- ティム・デ・クレル 2002-2007
- ヨリス・マタイセン 2004-2006
- ケウ・ヤリエンス 2004-2011
- ロン・フラール 2004-2006, 2015-
- マティアス・ヨハンソン 2012-2017
- ライコ・ブレジャンチッチ 2015-2016

### MF
- ヴィレム・ファン・ハネヘム 1976-1979
- ルイ・ファン・ハール 1986-1987
- フィリップ・コクー 1988-1990
- ミヒャエル・ブスケルモーレン 1988-2006
- バリー・ファン・ハーレン 1997-2006
- オラフ・リンデンベルフ 1999-2005
- マルティン・メールディンク 2002-2007

- デニー・ランツァート 2003-2006
- タリク・セクティウィ 2004-2006
- ハリス・メジュニャニン 2004-2008
- デミー・デ・ゼーウ 2005-2009
- イェレマイン・レンス 2006-2010
- ケミー・アグスティーン 2006-2010
- マールテン・マルテンス 2006-2014

### FW
- ジミー・フロイド・ハッセルバインク 1990-1993
- ハンス・ヒルハウス 1996-1998
- マイケル・オビク 1998-1999
- ロビン・ネリッセ 2000-2005
- ケネス・ペレス 2000-2006
- アリ・エル・ハッタビ 2001-2005
- スタイン・ハイセヘムス 2003-2006
- アディル・ラムジィ 2004-2006
- ピウス・イケディア 2005-2006

- ダニー・クーフェルマンス 2005-2007
- ショタ・アルベラーゼ 2005-2007
- ムサ・デンベレ 2006-2010
- ムニル・エル・ハムダウィ 2007-2010
- ジョジー・アルティドール 2011-2013
- オンドジェイ・ミハーリク
- ウサマ・イドリシ 2018-2020
- アルベルト・グズムンドソン 2018-
- ザカリア・アブクラル 2019-

### 在籍中にA代表から初招集された選手
国旗はデビューした代表、数字はデビューした年を表す。
- ケース・キスト 1975
- ボビー・フォスマエル 1975
- ヘンク・ファン・ラインスウーフェル 1975
- ウーゴ・ホフェンカンプ 1977
- ヨン・メホト 1978
- ロナルト・スペルボス 1980
- ヨン・ヨンカー 1980
- ピール・トル 1980
- オスカル・ムーンス 1998
- ドリース・ブサッタ 1998
- ケネス・ペレス 2003
- ヤン・クロムカンプ 2004
- スタイン・ハイセヘムス 2004
- バリー・ファン・ハーレン 2004
- ヨリス・マタイセン 2004
- バリー・オプダム 2005
- ティム・デ・クレル 2005
- ロン・フラール 2005

- ヘンク・ティメル 2005
- ケウ・ヤリエンス 2006
- マルタイン・メールディンク 2006
- スタイン・スハールス 2006
- ダビド・メンデス・ダ・シルバ 2007
- マールテン・マルテンス 2007
- ダニー・クーフェルマンス 2007
- デミー・デ・ゼーウ 2007
- アーロン・グンナルソン 2008
- セバスチャン・ポコニョーリ 2008
- ムニル・エル・ハダディ 2009
- セルヒオ・ロメロ 2009
- コルベイン・シグソールソン 2010
- エステバン・アルバラード 2010
- セルソ・オルティス 2010
- アダム・マヘル 2012
- ニック・フィールヘフェル 2012
- アロン・ヨーハンソン 2013

- ネマニャ・グデリ 2014
- マティアス・ヨハンソン 2014
- フィンチェント・ヤンセン 2016
- レヴィ・ガルシア 2016
- ボウト・ベグホルスト 2018
- フース・ティル 2018
- ウサマ・イドリシ 2019
- ユスティン・バス 2019
- パンテリス・ハツィディアコス 2019
- ケルヴィン・ステングス 2019
- マイロン・ボアドゥ 2019
- 菅原由勢 2020
- オーウェン・ワインダル 2020
- マルコ・ビゾット 2020
- トゥーン・コープマイネルス 2020
- ザカリア・アブクラル 2020
- ホーコン・エヴイェン 2020